# Szinva terasz
A Szinva terasz Miskolc belvárosának egyik tere, a Villanyrendőr néven ismert kereszteződés közelében. A dekoratív, lépcsőzetes kialakítású tér a városon keresztülfolyó Szinva patak partján található, a nevét is róla kapta. Észak felől a Szinva, kelet felől a Szemere Bertalan utca, dél felől a Kandia utca, nyugat felől a Szinva hídja határolja.

## Története
A terasz egész területén egykor lakóházak álltak, melyek hátsó frontjai a Szinvára néztek. A Szinva belvárosi szakasza akkoriban Velencéhez hasonlított és kedvelt témája volt a képeslapoknak. A házakat az 1950-es években rombolták le, majd helyükön parkolót alakítottak ki.
A teret 2005 őszén alakították ki az autóparkoló helyén, a belváros szépítésének és átalakításának részeként, amit Káli Sándor polgármestersége alatt kezdtek el. A teret november 5-én adták át, építése 450 millió forintba került, melyet nagyrészt Európai Uniós forrásokból fedeztek. A tér teraszokból és lépcsőkből áll, melyek a megemelt vízszintű Szinvához és a meder falában kialakított, esténként megvilágított mesterséges vízeséshez vezetnek le. A téren áll Kutas László szobrászművész Miskolci lányok nevű szobra; nincs messze Mancs szobra sem, a Szemere utca túloldalán, a Mancs téren áll.
A tér nevét december 8-án választotta ki a város közgyűlése egy nyolc névből álló listáról, melyen a Szinva terasz, Szinva sétány, Kandia terasz, Szinva-parti sétány, Kikötő tér, Szinva pihenő, Kandia pihenő, Széppataki tér és Ostrava tér nevek szerepeltek.
A tér kialakításával egy időben a Kandia közt, amely a tér végét köti össze a Széchenyi utcával, tetővel fedték le. A Kandia passzázs így szabadtéri kiállítóhely lett, ahol gyakran tesznek közszemlére grafikákat. Déli végében, a Szinva teraszt lezáró kis hídon szerelmesek lakatjai kezdtek gyűlni, Miskolcon itt először jelent meg ez a hagyomány. A hidat azóta Szerelmesek hídjának nevezik. (Az elnevezés már korábban is élt Miskolcon, mert a Rákóczi utca két részét összekötő hidat egykor így is hívták másik elnevezése, a Rákóczi híd mellett.)
A tér népszerű a miskolciak körében; a Borsod Online Önnek melyik a kedvenc miskolci tere? szavazásán az első helyet érte el.
A 2010 tavaszi esőzések és árvizek során a teret teljesen elborította a Szinva vize.

## Képek

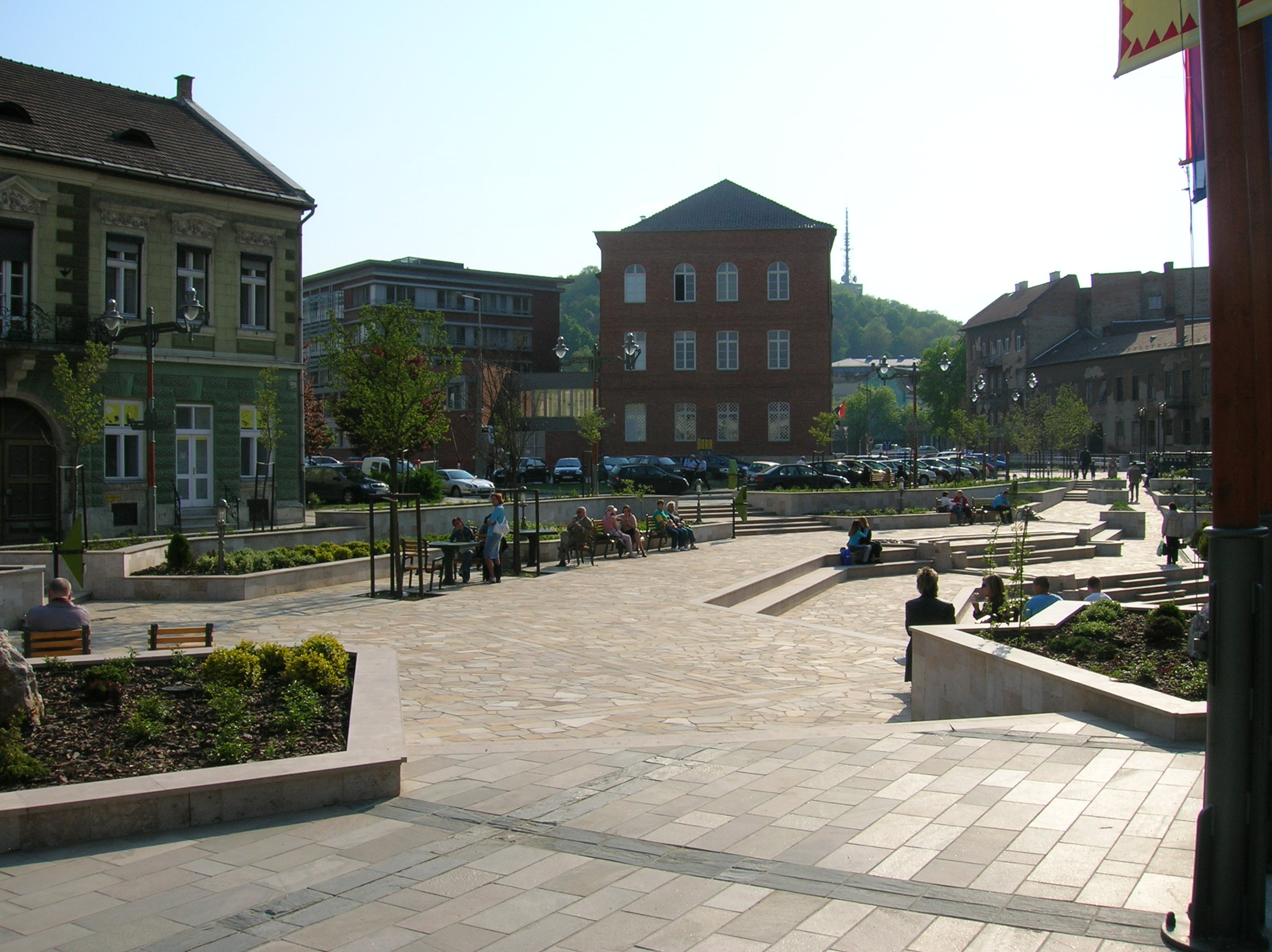
A tér a Villanyrendőri buszmegálló felől
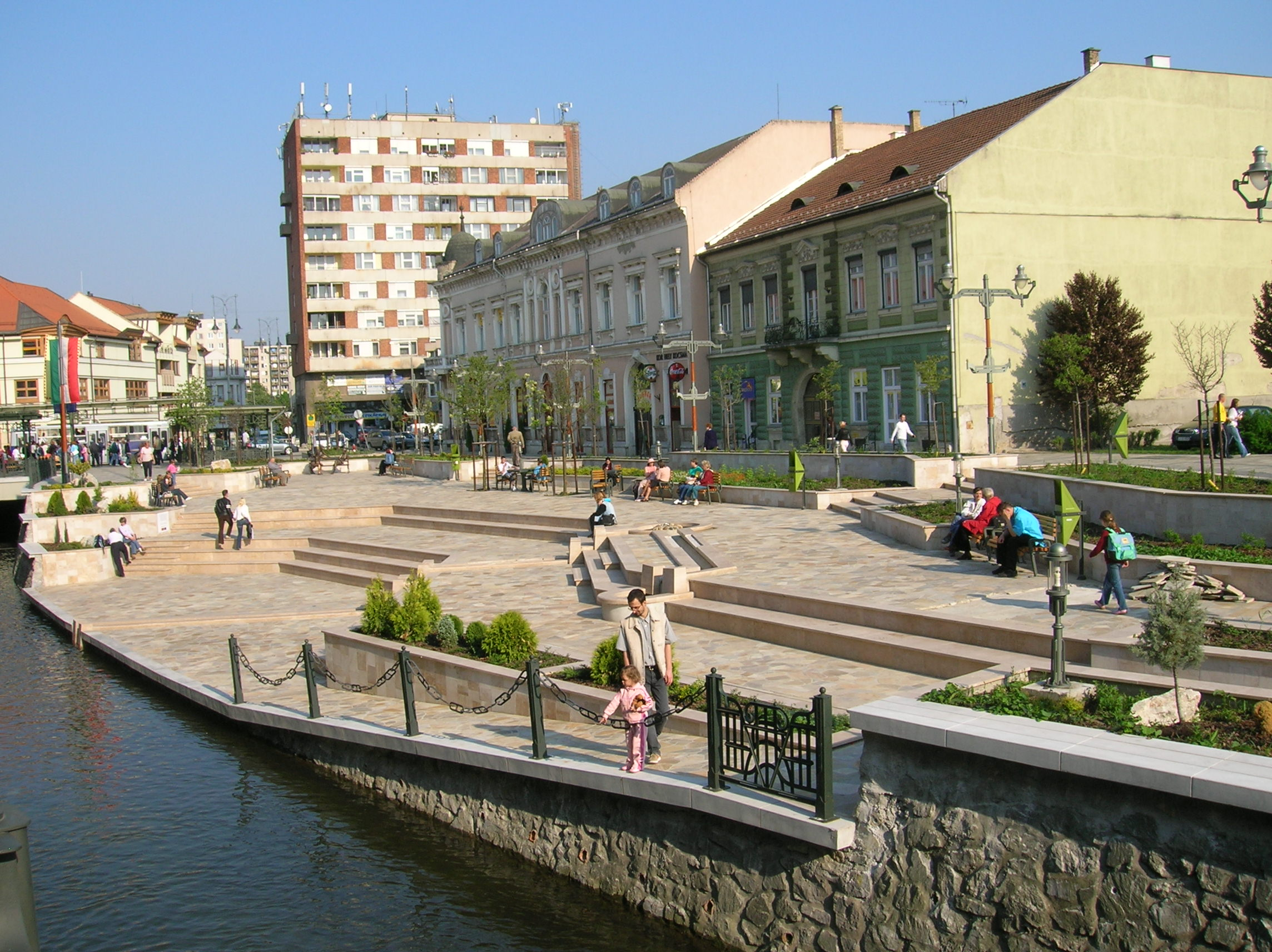
A tér a másik irányból
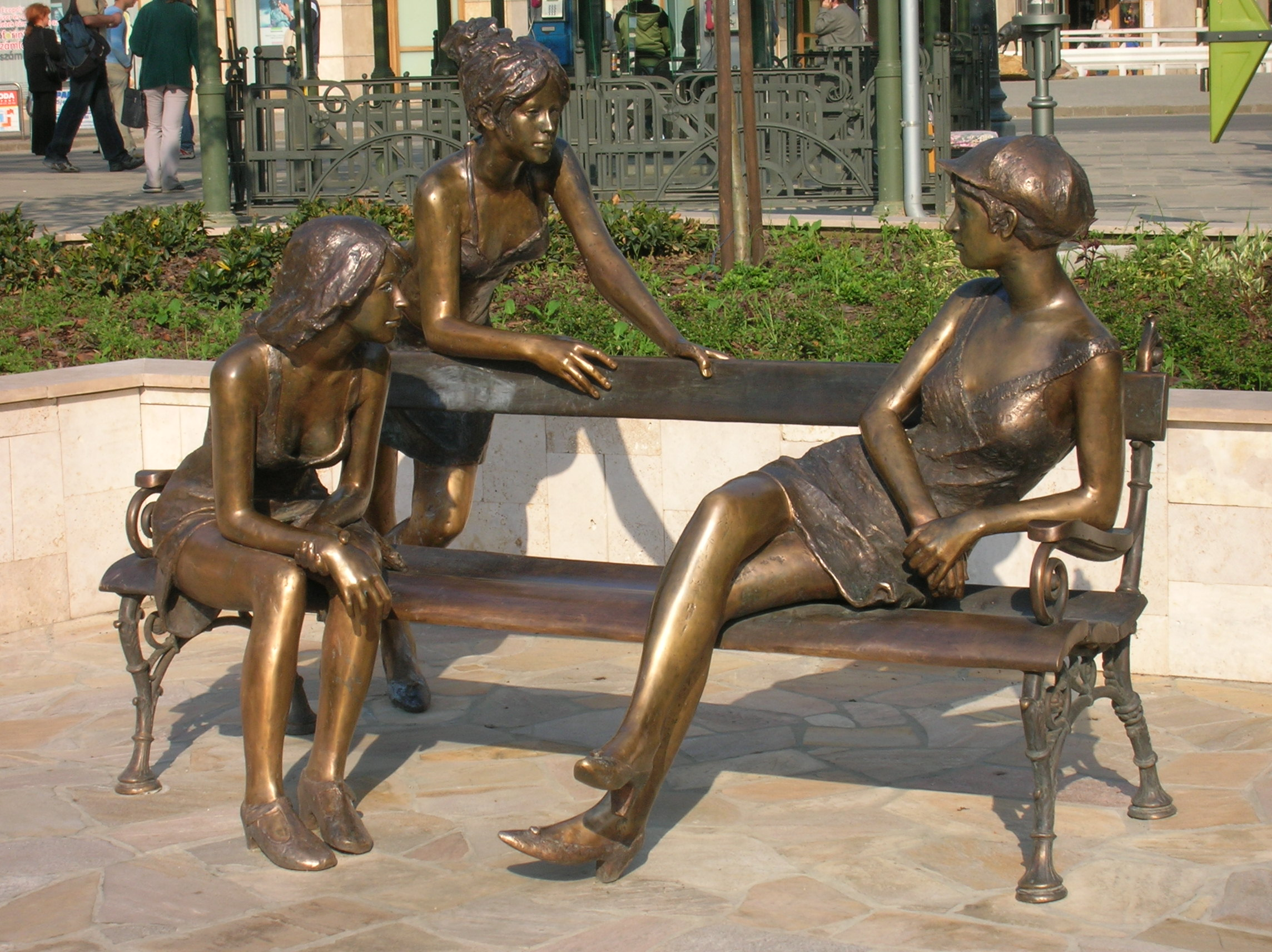
A Miskolci lányok köztéri szobor
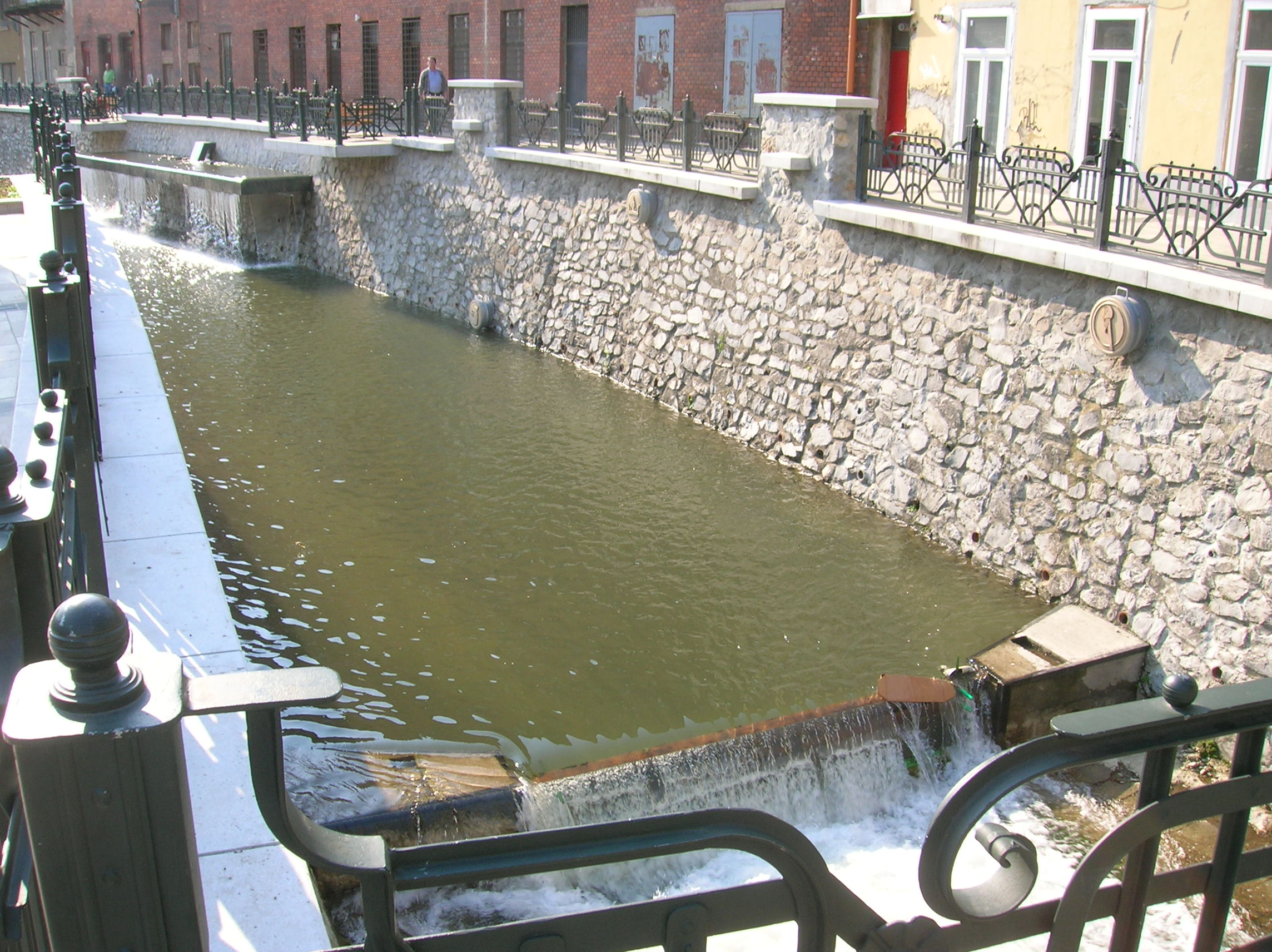
A Szinva
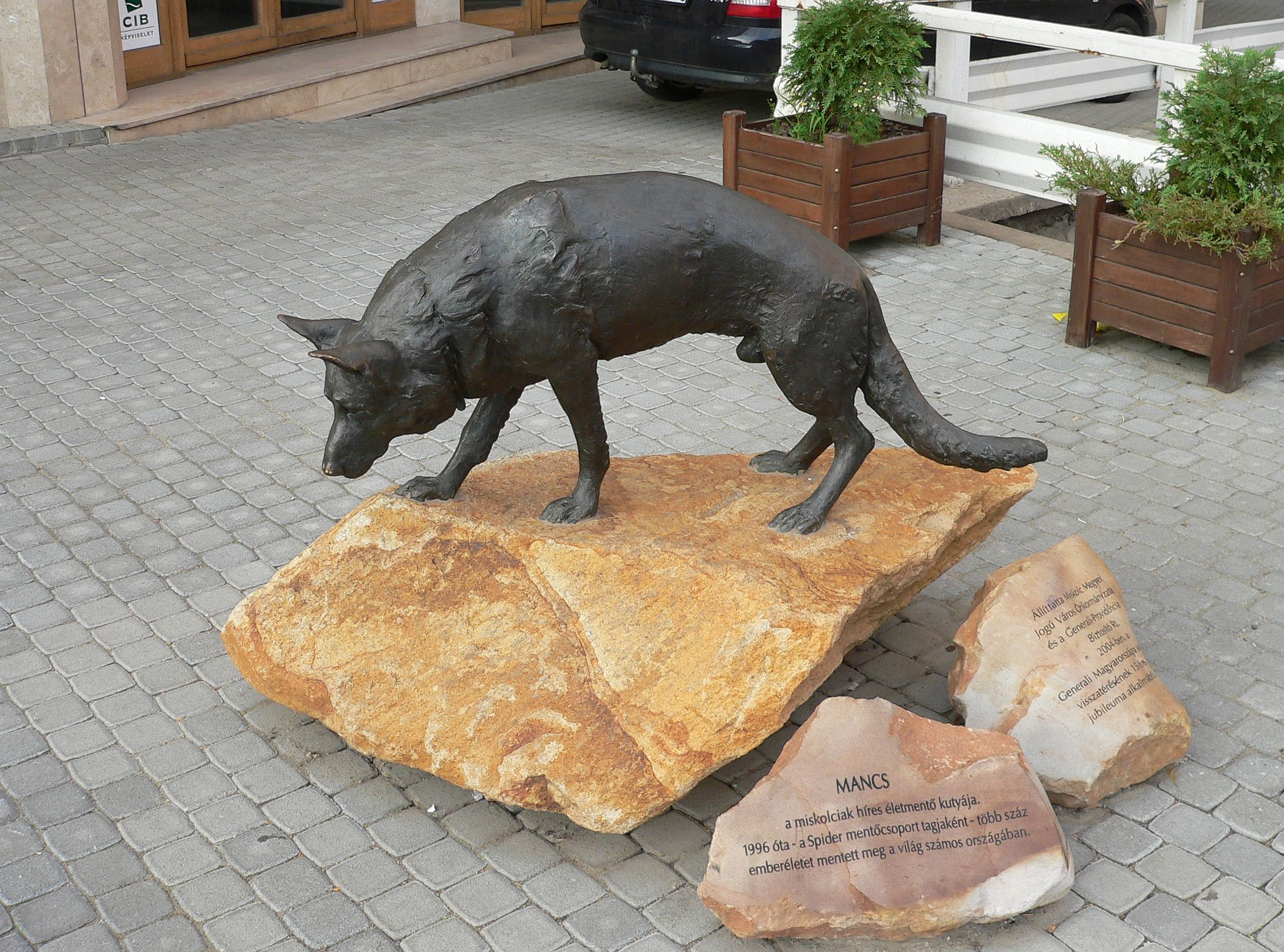
Mancs mentőkutya szobra az út túloldalán
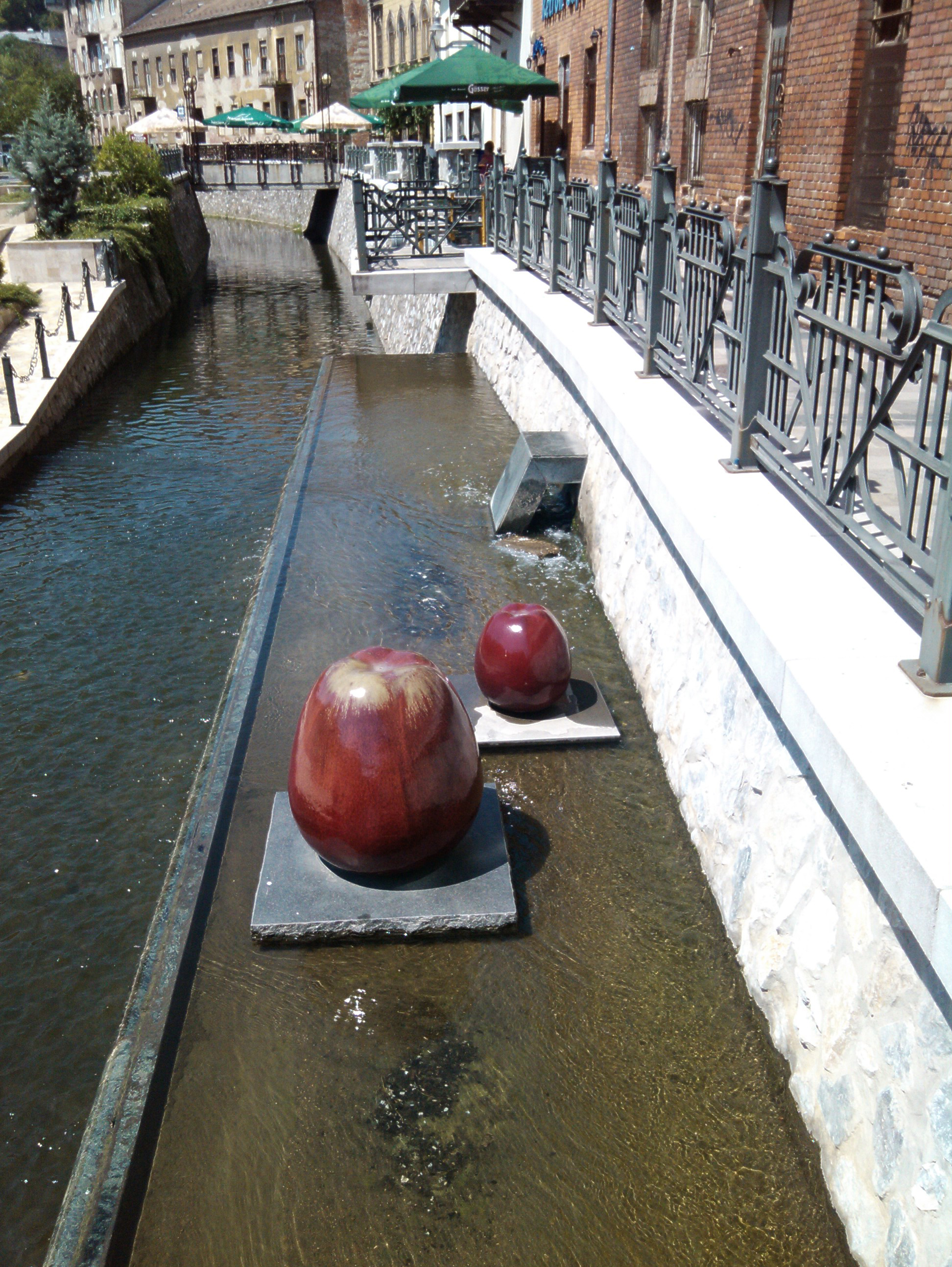
Almák, Kraitz Gusztáv alkotása
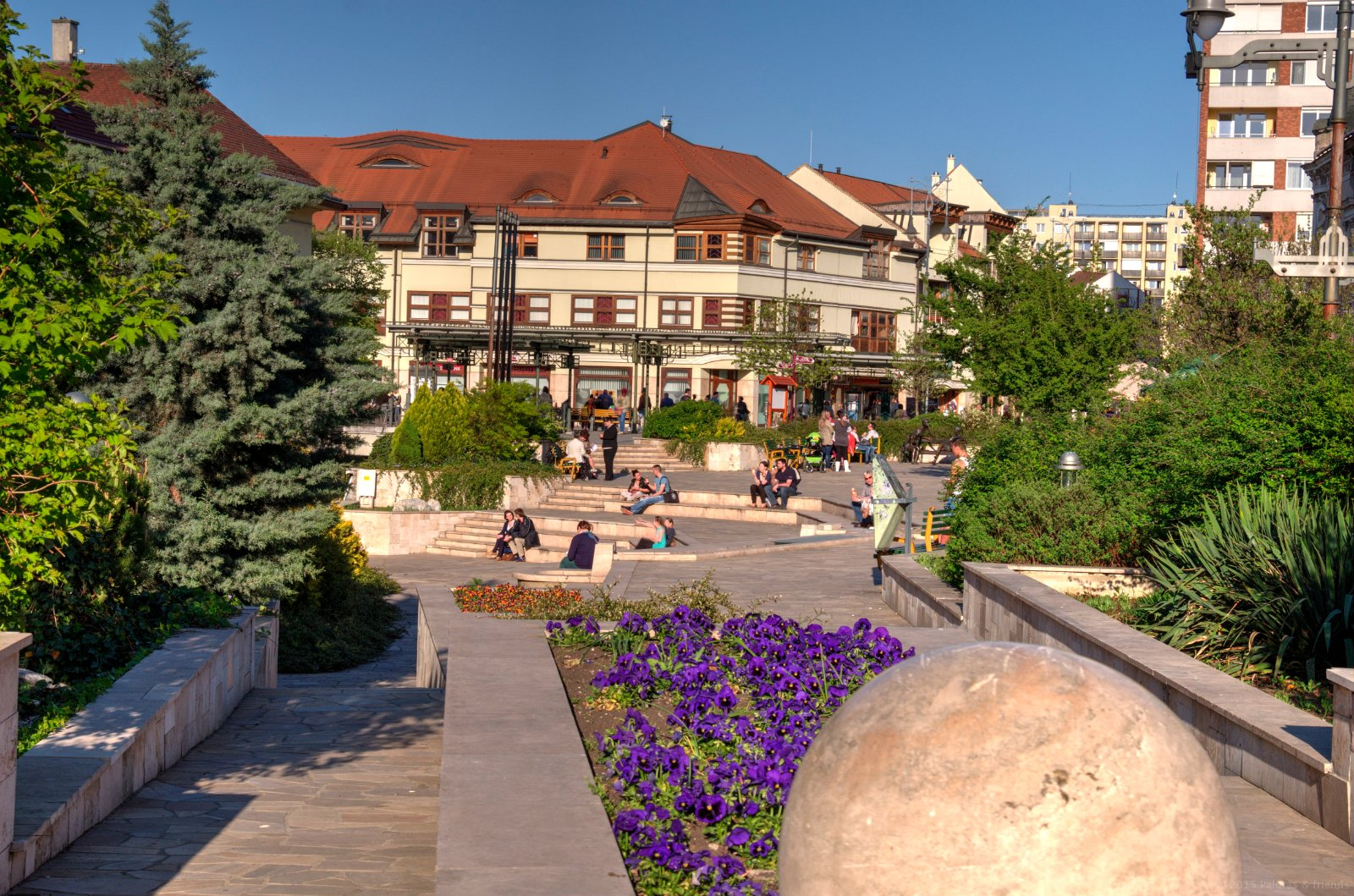
A tér nyugat felől
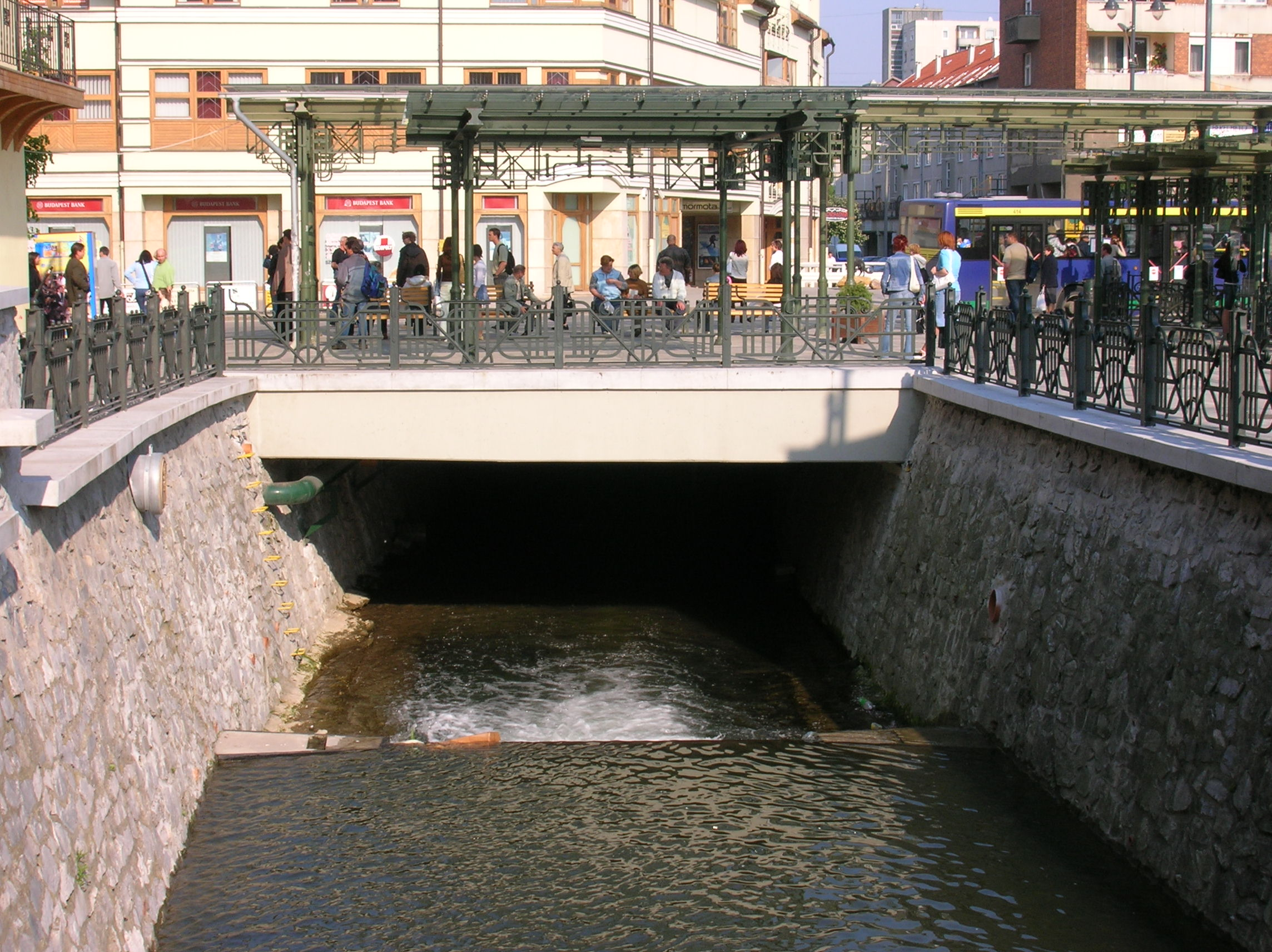
A Szinva a tér végén – a belváros egyes részein a föld alatt folyik
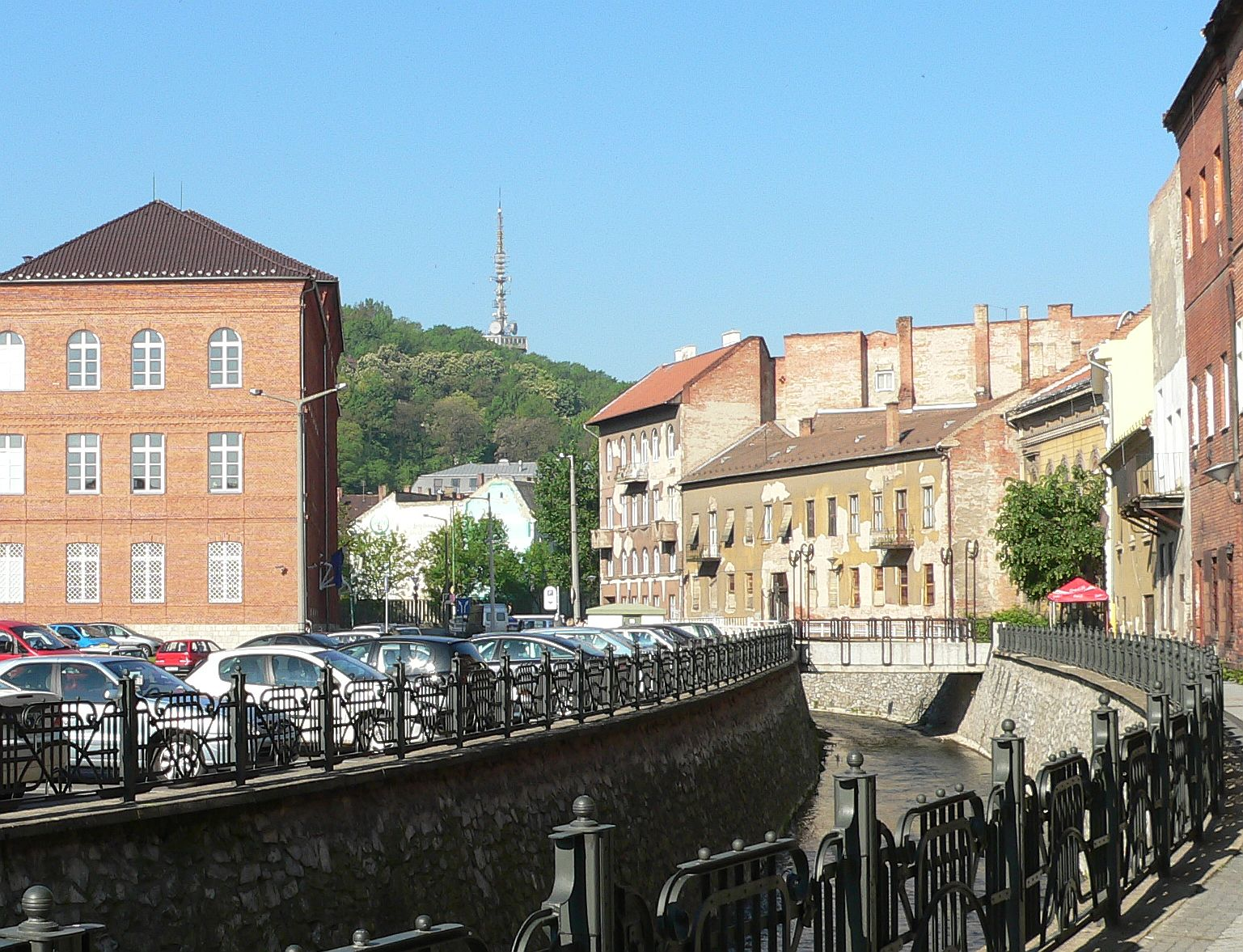
A parkoló, ami a terasz építése előtt volt itt
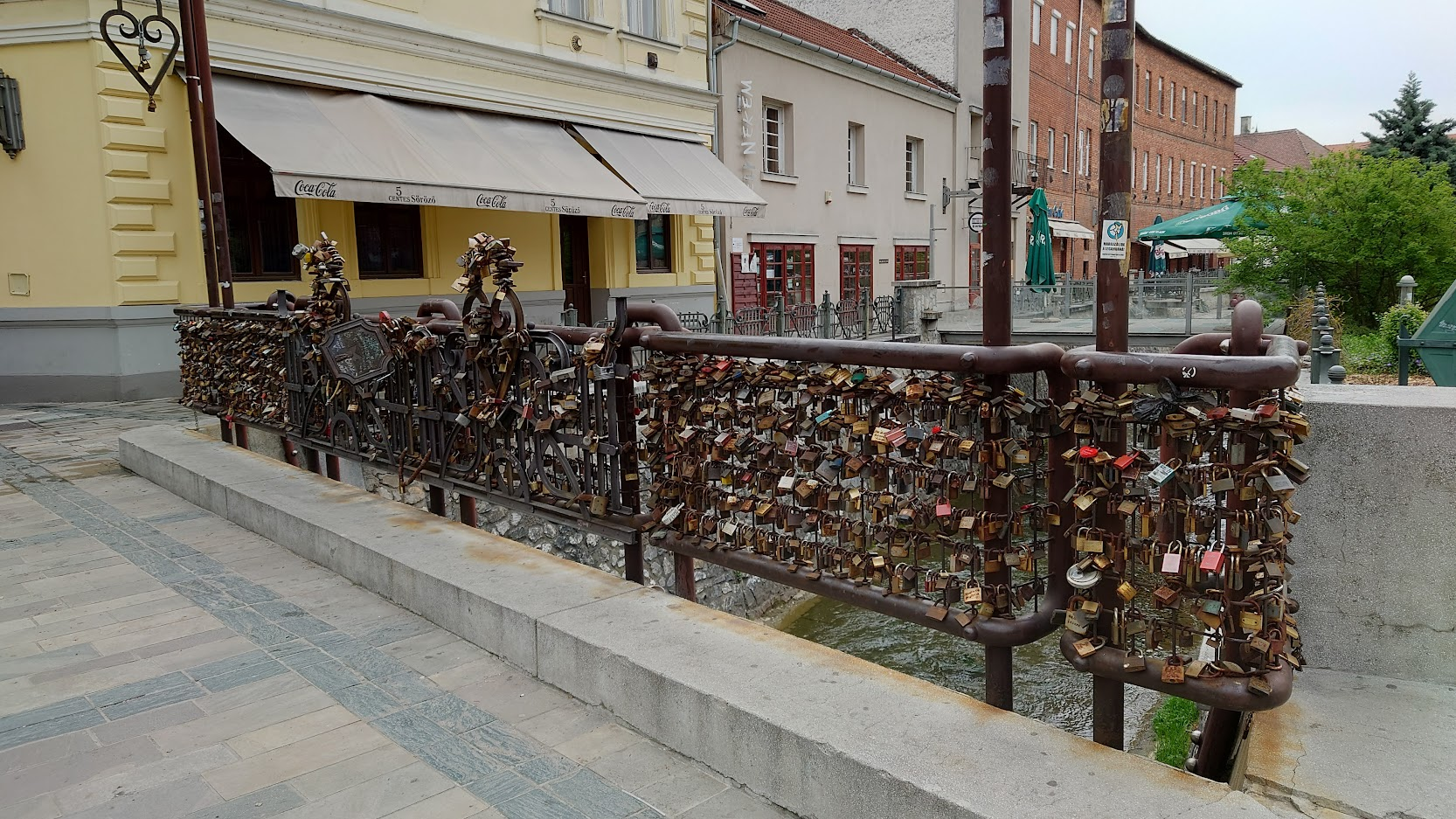
Szerelmesek lakatjai a Szinva terasz hídján
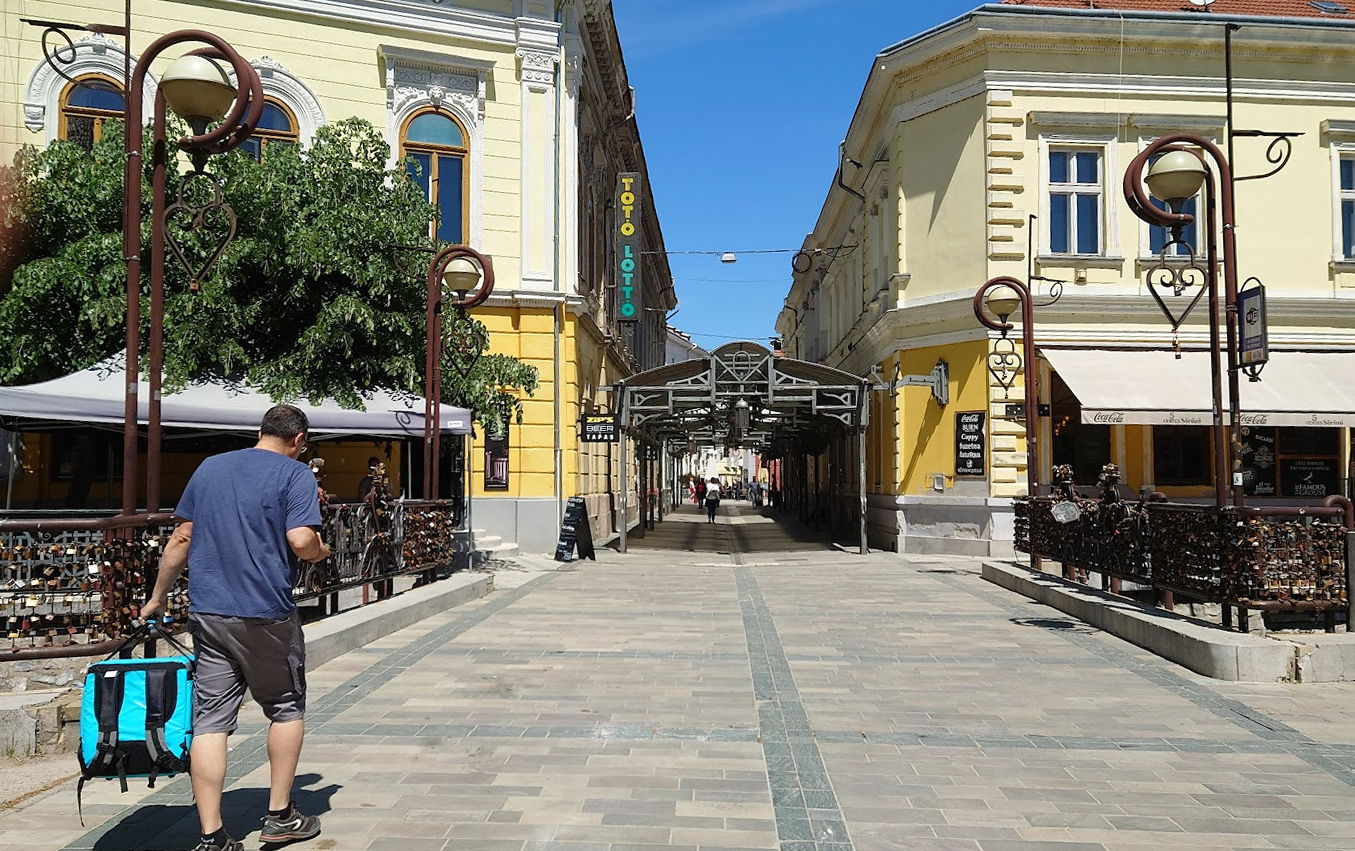
A Szinva terasz hídja és a Kandia köz
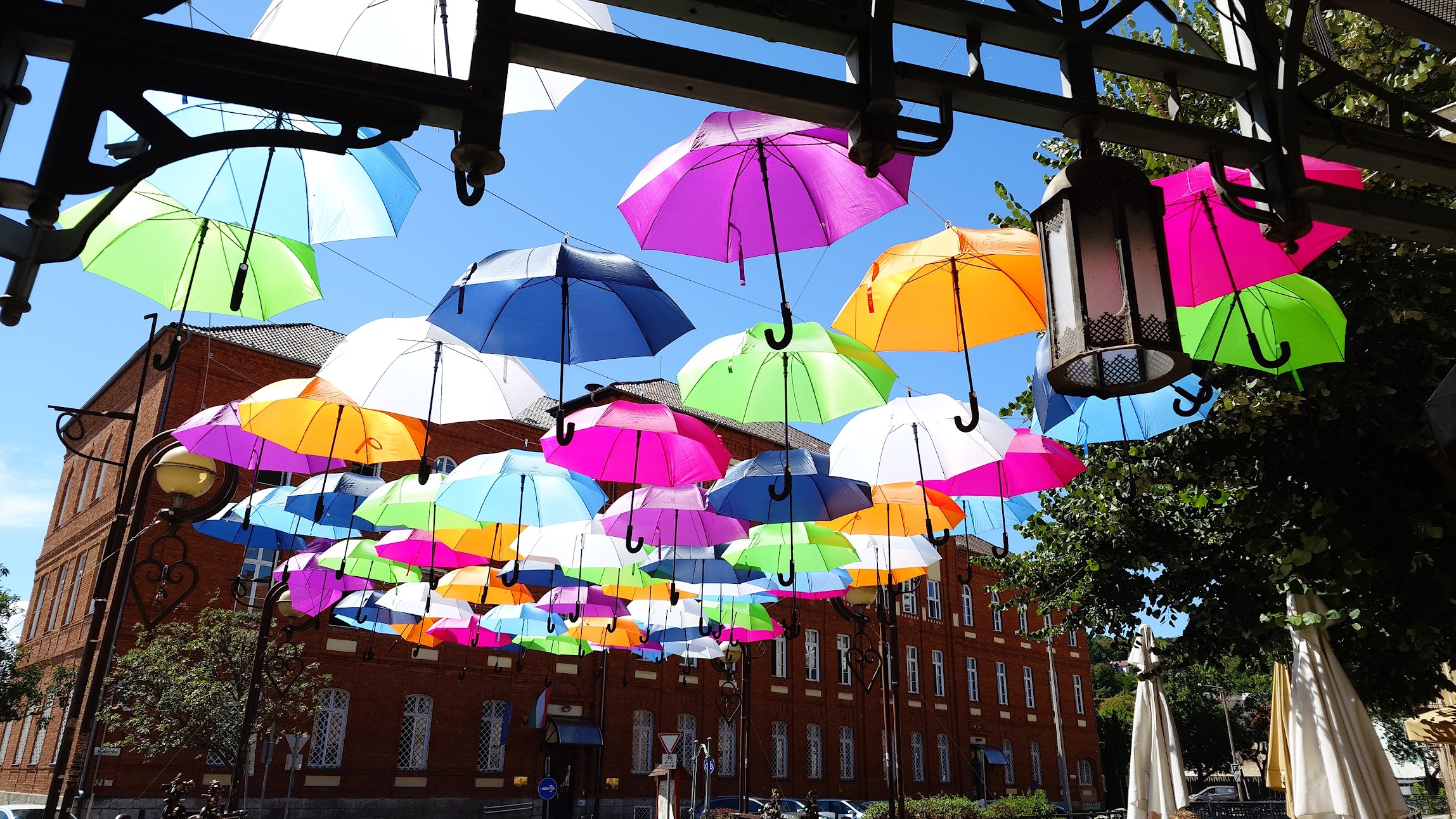
Színes esernyők a híd fölött
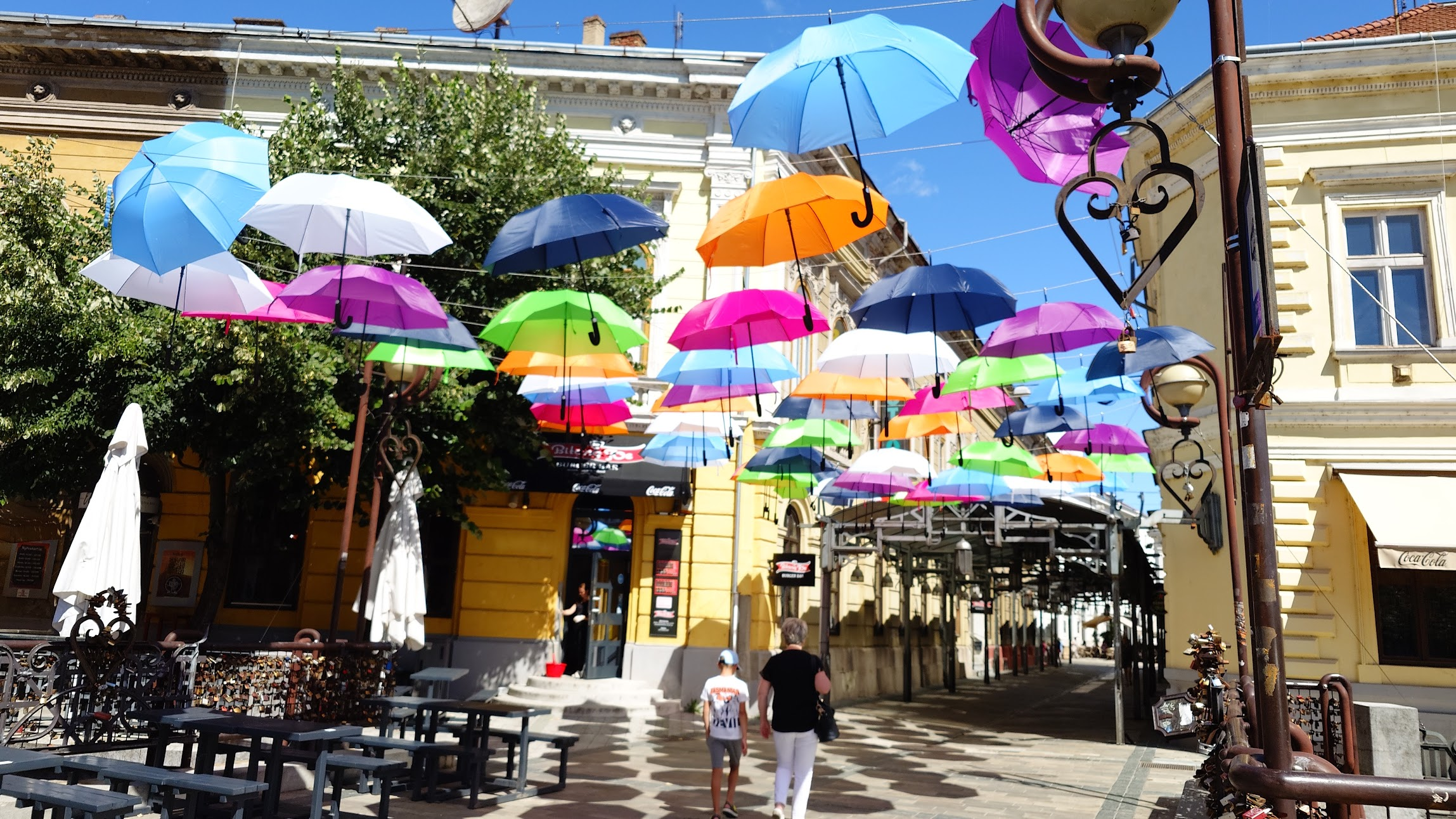
Színes esernyők a híd fölött